# スィモン・ハル
スィモン・ハル・イェンスン（デンマーク語: Simon Hald Jensen、1994年9月29日 - ）は、デンマークのハンドボール選手。
2009年よりオールボー・ハンドボルに所属し、2013年と2017年の2度優勝を経験している。2018年7月1日より3年契約でSGフレンスブルク＝ハンデウィトに移籍した。
ハンドボールデンマーク代表にも選出されている。2013年には2013年世界ユース男子ハンドボール選手権に出場し、最優秀選手となった。